# Янгі-Аул (Абзеліловський район)
Я́нгі-Ау́л (рос. Янги-Аул, башк. Яңауыл) — присілок у складі Абзеліловського району Башкортостану, Росія. Входить до складу Давлетовської сільської ради.
Населення — 311 осіб (2010; 239 в 2002).
Національний склад — башкири становлять 99%.